# Оригенисты
Оригени́сты, или оригениа́ны, или ориге́нии (др.-греч. ὠριγενιανοί; лат. origeniani; ст.‑слав. оригєниꙗне) — еретики, упоминаемые Епифанием в «Панарионе» в числе 80 ересей и Иоанном Дамаскиным в книге «О ста ересях вкратце», у обоих авторов это 63 ересь. Оригенисты описаны Августином в книге «De Haeresibus ad Quodvultdeum Liber Unus» и  безымянным автором трактата «Предестинат» (лат. «Praedestinatus»); у обоих авторов это 42 ересь. У Филастрия оригенисты в его книге «Liber de Haeresibus» не упоминаются. Сведения у наиболее раннего автора, написавшего об оригенистах, у Епифания Кипрского очень скудные. Епифаний отличает данных еретиков, называя их первыми, от оригенистов вторых — последователей учения Оригена. Происхождения самих оригенистов — неясно; Епифаний называет Рим и Африку. В честь кого были названы эти еретики — непонятно. Епифаний Кипрский сообщает, что оригенисты не существовали повсеместно. Их учение было похоже на учение гностика Епифана. Оригенисты признавали различные книги Нового и Ветхого Завета, а также  некоторые апокрифы, в особенности так называемое Деяния Андрея. Отличительной особенностью оригенистов было учение об отвержении брака и занимались развратом, не зная границ в сладострастии. Некоторые из оригенистов — по виду монашествующие, а живущие с ними женщины на вид — монахини. Для того, чтобы не рожать детей оригенисты поступали как Онан, они практиковали прерывание полового акта. Исидор Севильский в восьмом томе книги «Этимологии» (начало VII века) пишет только об оригенистах вторых, а первых ничего не сообщает. 